# 高锦屏
高锦屏（1938年11月—），女，浙江温州人，中华人民共和国政治人物，曾任湖南省建设委员会主任，湖南省人大常委会副主任，第八届全国人大代表。